# La Forêt-du-Parc
Forêt-du-Parc – miejscowość i gmina we Francji, w regionie Normandia, w departamencie Eure.
Według danych na rok 1990 gminę zamieszkiwało 457 osób, a gęstość zaludnienia wynosiła 60 osób/km² (wśród 1421 gmin Górnej Normandii Forêt-du-Parc plasuje się na 486 miejscu pod względem liczby ludności, natomiast pod względem powierzchni na miejscu 492).